# Мантуанське маркграфство
Мантуанське маркграфство або Мантуанський маркізат (італ. Marchesato di Mantova) — маркграфство з центром навколо міста Мантуя в Ломбардії, засноване в 1433 році. Протягом усієї історії існування,  марграфством керувала родина Гонзага. В 1530 році воно було піднесено до рангу герцогства.

## Історія
Історія Мантуанського маркізата розпочалась з Джанфранческо I Гонзаги, який, заплативши 12 000 золотих флоринів, у 1433 році був призначений першим маркізом імператором Сигізмундом, за племінницю якого Барбару Бранденбурзьку Джанфранческо віддав свого старшого сина Людовіко III Гонзага. Джанфранческо розпочав територіальну експансію сім'ї, аж до окупації деяких прикордонних земель сучасної області Верхньої Мантуї, відібраних у Брешії, і територій Остіано та Ізола-Доварезе, відібраних у Кремони. У період маркграфства герб Гонзага був збагачений червоним хрестом із чотирма орлами.
З 1444 по 1478 рік Мантуєю правив Людовіко III, що стало першим піком у художньому житті міста. До його двору запросили таких відомих художників, як Андреа Мантенья, Лука Фанчеллі та Леон Баттіста Альберті, які залишили видатний слід в історії Мантуї.
У своєму короткому маркізатстві з 1478 по 1484 роки Федеріко I Гонзага зміцнив свою лінію дружби з могутньою міланською династією Сфорца, також виконуючи обов'язки командувача міланських військ.
Четвертий маркіз, Франческо II, відновив свій союз із Естенським домом завдяки своєму шлюбу з Ізабеллою д'Есте, однією з найважливіших жінок епохи Відродження та італійського культурного світу свого часу.
З Федеріко II Гонзагою, який змінив свого батька Франческо на посаді п'ятого й останнього маркіза Мантуї в 1519 році, місто пережило ще один період розквіту. В його часи було зведено Палаццо Те Джуліо Романо та оздоблено Палаццо Дукале.
На Федеріко закінчилася історія Мантуанського маркізату, яка тривала століття. 25 березня 1530 року, коли Карл V підняв маркграфство до герцогства, і в історії Мантуї почався інший період, якому судилося тривати до 1708 року.

## Маркграфи Мантуї
- Джанфранческо, правив як перший маркграф (1433—1444)
- Людовіко III (правив у 1444—1478), син Джанфранческо
- Федеріко I (правив у 1478—1484), син Людовіко III
- Франческо II (правив 1484—1519), син Федеріко I
- Федеріко II (правив як маркграф 1519—1530), син Франческо II